# Societé Royale Réunion Nautique de Vilvorde

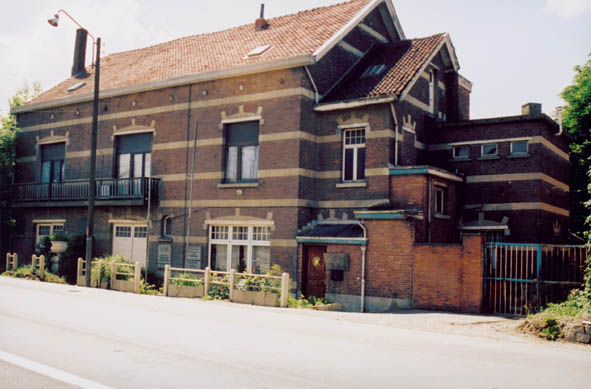
Societé Royale Réunion Nautique de Vilvorde

De Societé Royale Réunion Nautique de Vilvorde is een historisch clublokaal van een roeiclub in de Vlaams-Brabantse gemeente Grimbergen, dat opgenomen is in de Inventaris van het Bouwkundig Erfgoed. Het gebouw is gelegen langs het Zeekanaal Brussel-Schelde en dateert van 1910. Het bestaat uit drie traveeën in twee bouwlagen en is opgetrokken in een traditionele stijl.
Op het gebouw bevinden zich drie gevelplaten ter ere van twee voorzitters: de industrieel Gustave Debbaudt en Leon Eygelshoven en ondervoorzitter Joseph Spies.

## Ernstige bedreiging
Tijdens de mandaten van Chris Selleslagh (2019-2022) en Bart Laeremans (2022-heden) werd het pand ernstig bedreigd, enerzijds omdat de gemeente de declassering op de inventarislijst heeft aangevraagd ("omwille van de slechte staat van het gebouw") en anderzijds door het ontwerp van het Ruimtelijk Uitvoeringsplan (RUP) Vaartdijk-Borcht, waarvan de startnota voorziet in de afbraak van het gebouw. Nochtans adviseerde de Kwaliteitskamer in juni 2020 om het gebouw te integreren in de nieuwe plannen en mogelijks te herbestemmen, omdat het pand de historische relatie toont tussen de Borgt en het kanaal en het de juiste schaal heeft.